# Ghergheasa
Ghergheasa é uma comuna romena localizada no distrito de Buzău, na região de Valáquia. A comuna possui uma área de 55.58 km² e sua população era de 2521 habitantes segundo o censo de 2007.